# Тамаш, Пал
Пал Тамаш (венг. Tamás Pál; 25 октября 1948 — 10 июля 2024) — венгерский социолог.

## Биография
Окончил Киевский политехнический институт (1971). Доктор социологии (PhD, 1981). Доктор наук (Dr. habil) в области макроэкономики и экономического планирования (2001, Университет им. К. Маркса, Будапешт).
В 1974—1978 годах — учёный секретарь Института социологии Венгерской АН (ВАН), 1989—1991 — директор по исследованиям Института изучения общественного мнения, 1991—1998 — директор НИИ социальных конфликтов ВАН. С 1998 до конца 2010 года — директор Института социологии ВАН. Являлся заведующим Департаментом исследований знаний, ценностей и культуры этого института.
Член Венгерской академии инженерных наук. Директор Института социологии Венгерской академии наук (1998—2010). Директор Центра социальной политики Будапештского университета Корвина.
С 2014 года — профессор кафедры теории и экономики СМИ факультета журналистики МГУ имени М. В. Ломоносова .
Специалист в области социальных трансформаций посткоммунистических стран.
В качестве приглашённого преподавателя и профессора преподавал также в Британской академии социальных и гуманитарных наук в Лондоне (1983), Кембриджском университете, США (1985), Университете Уэсли, Мидлтаун, США (1991), Университете Конкордия, Монреаль, Канада (1991—1992), Научном центре социальных исследований (WZB) в Берлине (1995—1996).
Кавалер Ордена за заслуги Венгерской Республики (2007 год).
Почётный доктор Института социологии РАН.
Умер 10 июля 2024 года после продолжительной тяжёлой болезни.